# Campionato nordamericano maschile di pallavolo 2013
Il campionato nordamericano maschile di pallavolo 2013 si è svolto dal 23 al 28 settembre 2013 a Langley, in Canada. Al torneo hanno partecipato 9 squadre nazionali nordamericane e la vittoria finale è andata per l'ottava volta agli Stati Uniti.

## Regolamento
Le nove squadre partecipanti sono state divise in tre gironi, disputando un girone all'italiana: al termine della prima fase le prime due classificate con il miglior punteggio hanno acceduto direttamente alle semifinali per il primo posto, la prima classificata con il peggior punteggio e le seconde classificate di ogni gironi hanno acceduto ai quarti di finale per il primo posto, mentre le ultime due classificate con il peggior punteggio hanno acceduto alla semifinale per il settimo. Le squadre sconfitte ai quarti di finale per il primo posto hanno acceduto alla finale per il quinto posto, mentre la squadra vincitrice della semifinale per il settimo posto ha acceduto alla finale per il settimo posto giocata contro la migliore terza classificata.

## Gironi
| Girone A                                | Girone B                | Girone C                 |
| --------------------------------------- | ----------------------- | ------------------------ |
| Rep. Dominicana Saint Lucia Stati Uniti | Bahamas Cuba Porto Rico | Canada Guatemala Messico |

## Fase finale

### Finali 1º e 3º posto
|  | Quarti di finale | Quarti di finale | Quarti di finale |  |  | Semifinali | Semifinali  | Semifinali |  |  | Finale          | Finale          | Finale          |
|  |                  |                  |                  |  |  |            |             |            |  |  |                 |                 |                 |
|  |                  |                  |                  |  |  | 1          | Stati Uniti | 3          |  |  |                 |                 |                 |
|  | 2                | Porto Rico       | 3                |  |  | 2          | Porto Rico  | 1          |  |  |                 |                 |                 |
|  | 2                | Messico          | 0                |  |  |            |             |            |  |  | 1               | Stati Uniti     | 3               |
|  |                  |                  |                  |  |  |            |             |            |  |  | 1               | Canada          | 0               |
|  |                  |                  |                  |  |  | 1          | Canada      | 3          |  |  |                 |                 |                 |
|  | 1                | Cuba             | 3                |  |  | 1          | Cuba        | 0          |  |  | Finale 3° posto | Finale 3° posto | Finale 3° posto |
|  | 2                | Rep. Dominicana  | 2                |  |  |            |             |            |  |  | 2               | Porto Rico      | 2               |
|  |                  |                  |                  |  |  |            |             |            |  |  | 1               | Cuba            | 3               |

### Finale 7º posto
|  | Semifinali | Semifinali | Semifinali |         |   | Finale      | Finale | Finale |  |
|  |            |            |            |         |   |             |        |        |  |
|  | -          | -          | -          |         |   |             |        |        |  |
|  | -          | -          | -          |         |   |             |        |        |  |
|  | -          | -          | -          |         |   |             |        |        |  |
|  | -          | -          | -          |         | 3 | Saint Lucia | 0      |        |  |
|  |            |            |            |         | 3 | Saint Lucia | 0      |        |  |
|  |            |            | 3          | Bahamas | 3 |             |        |        |  |
|  | 3          | Guatemala  | 3          | Bahamas | 3 | 0           |        |        |  |
|  | 3          | Guatemala  |            |         |   |             |        |        |  |
|  | 3          | Bahamas    | 3          |         |   |             |        |        |  |

## Podio

### Campione
Formazione: 1 Anderson, 2 Rooney, 3 Caldwell, 4 Lee, 8 Priddy, 9 Troy, 11 Christenson, 14 Menzel, 15 Clark, 17 Holt, 21 Tavana, 22 Shoji, CT: Speraw

### Secondo posto
Formazione: 2 N. Hoag, 4 Howatson, 5 Verhoeff, 7 Soonias, 8 Simac, 9 Schneider, 10 van Lankvelt, 12 Schmitt, 15 Winters, 17 Vigrass, 18 Perrin, 19 Bann, CT: G. Hoag

### Terzo posto
Formazione: 2 Romero, 3 Calvo, 4 Jiménez, 6 Gutierrez, 8 Cepeda, 10 Quintana, 11 Fundora, 12 Alfonso, 13 Fiel, 14 Bisset, 16 Mesa, 17 Lamadrid, CT: Samuels

## Classifica finale
| Classifica | Squadre         | Qualificazione      |
| ---------- | --------------- | ------------------- |
|            | Stati Uniti     | Grand Champions Cup |
|            | Canada          |                     |
|            | Cuba            |                     |
| 4          | Porto Rico      |                     |
| 5          | Messico         |                     |
| 6          | Rep. Dominicana |                     |
| 7          | Bahamas         |                     |
| 8          | Saint Lucia     |                     |
| 9          | Guatemala       |                     |